# Леон (град)
Вижте пояснителната страница за други значения на Леон.
Леон (на испански: León) е град в Испания. Населението му е 125 317 жители (по данни към 1 януари 2017 г.), има площ от 39,03 кв. км. Намира се на 837 м н.в. в часова зона UTC+1, а през лятото е в UTC+2. Пощенските му кодове са 24001 – 24010, а телефонния 987. Основан е през 1 век пр.н.е.